# Нестерово (Рязанская область)
Нестерово (Костино) — село в России, расположено в Пителинском районе Рязанской области. Является административным центром Нестеровского сельского поселения.

## Географическое положение
Нестерово расположено примерно в 7 км к югу от центра посёлка Пителино на реке Ежачка.

## История
Деревня Костина, Нестерова тож, на речке Ежицкой Подлесного стана Шацкого уезда упоминается в 1580 году.
Усадьба основана в начале XVIII века помещиком К.Ф. Ушаковым. В последней четверти столетия владели Д. А. Ушаков и затем его дочь А. Д. Ушакова (1788—1877), вышедшая замуж за князя В.П. Волконского-Старшего (1788—1859). В 1910-х годах усадьба с конным заводом принадлежала коллежскому секретарю князю В.И. Кудашеву (г/р 1836).
Ещё одной усадьбой в селе в середине и второй половине XIX века владел прапорщик Н.И. Воейков (1772—1866), затем по родству В. Д. Воейков. В 1910-х годах их сын тайный советник С. В. Воейков (1860—1937).
Сохранилась заброшенная двухэтажная церковь Дмитрия Солунского 1707—1744 годов в стиле барокко, построенная К. Ф. Ушаковым вместо прежней деревянной, с колокольней рубежа XVIII—XIX веков в стиле классицизм. Надгробия Воейковых, Ушаковых и князей Волконских рядом с ней. Восстанавливается Никольская церковь начала XIX века (домовой храм князей Волконских) в стиле классицизм. Сохранились пруд и парк, а также церковно-приходская школа 1895 года..
В 1707 году в Нестерово была открыта двухэтажная каменная церковь во имя Дмитрия Солунского с приделом мученицы Параскевы. В конце XIX века село было административным центром Нестеровской волости Елатомского уезда Тамбовской губернии. В 1911 г. в селе было 298 дворов при численности населения 1909 человек. Имелась смешанная одноклассная церковно-приходская школа.

## Население
| 2010 |
| ---- |
| 712  |

## Транспорт и связь
Село расположено на автомобильной дороге Р124 (Касимов — Шацк) и имеет регулярное автобусное сообщение с районным центром.
В селе имеется отделение почтовой связи (индекс 391621).